# Secret Identities
Secret Identities — серия комиксов, состоящая из 7 выпусков, которую в 2015 году издавала компания Image Comics.

## Синопсис
Серия повествует о группе супергероев под названием The Front Line, которые приняли новичка. Однако они не в курсе, что он был специально послан, чтобы узнать все их секреты.

## История создания
В интервью Джей Фаербер подчёркивал, что этот комикс отличается от других его работ взаимодействием персонажей. Брайан Джоанс говорил, что «у Илиаса [Кириазиса] отличное мировоззрение и чувствительность к повествованию, [больше] чем у любого из нас, и он сыграл важную роль не только в разработке внешнего вида комикса и персонажей, но и в формировании состава команды». Сам художник признавался, что «любит супергероев и всегда хотел сделать комикс о суперкомандах».

### Выпуски
| № | Дата выхода      | Оценка на Comic Book Roundup    | Предполагаемый объём продаж (первый месяц) |
| - | ---------------- | ------------------------------- | ------------------------------------------ |
| 1 | 18 февраля 2015  | 7,9 из 10 на основе 29 рецензий | 24 848, позиция в Северной Америке — 85    |
| 2 | 18 марта 2015    | 8,2 из 10 на основе 7 рецензий  | 7 781, позиция в Северной Америке — 226    |
| 3 | 15 апреля 2015   | 5,5 из 10 на основе 1 рецензии  | н/д                                        |
| 4 | 20 мая 2015      | 8,4 из 10 на основе 2 рецензий  | 5 415, позиция в Северной Америке — 268    |
| 5 | 17 июня 2015     | 8,3 из 10 на основе 3 рецензий  | 4 876, позиция в Северной Америке — 295    |
| 6 | 15 июля 2015     | 9 из 10 на основе 1 рецензии    | н/д                                        |
| 7 | 16 сентября 2015 | 9 из 10 на основе 4 рецензий    | н/д                                        |

### Сборники
| Название                 | Тип            | Дата выхода     | Собранный материал     | Кол-во страниц | ISBN                       | Предполагаемый объём продаж (первый месяц) |
| ------------------------ | -------------- | --------------- | ---------------------- | -------------- | -------------------------- | ------------------------------------------ |
| Secret Identities Vol. 1 | Мягкая обложка | 14 октября 2015 | Secret Identities #1-7 | 160            | 978-1632154408, 1632154404 | 1 093, позиция в Северной Америке — 114    |

## Отзывы
На сайте Comic Book Roundup серия имеет 8 баллов из 10 на основе 47 рецензий. Джесс Шедин из IGN дал первому выпуску оценку 7,4 из 10 и похвалил художника. Дуг Завиша из Comic Book Resources писал, что в дебюте «было всё, что должно быть в новом комиксе: экшн, приключения, интриги, визуально захватывающие персонажи и динамичная история». Ричард Грей из Newsarama поставил первому выпуску 8 баллов из 10 и отметил, что он «делает то, что должны делать все хорошие дебютные выпуски». Роберт Бексар из Comics Bulletin присвоил дебюту 3 звезды с половиной из 5 и подчеркнул, что ему понравился финальный твист. Рецензент из Comic Vine вручил второму выпуску 4 звезды из 5 и посчитал, что создатели нашли «отличный способ избежать традиционных историй о супергероях, которые мы привыкли видеть».